# Trichomycterus dispar
Trichomycterus dispar är en fiskart som först beskrevs av Tschudi, 1846.  Trichomycterus dispar ingår i släktet Trichomycterus och familjen Trichomycteridae. Inga underarter finns listade i Catalogue of Life.